# Ereira e Lapa
Ereira e Lapa (oficialmente: União das Freguesias de Ereira e Lapa) é uma freguesia portuguesa do município de Cartaxo, com 12,62 km² de área e 1726 habitantes (censo de 2021). A sua densidade populacional é 136,8 hab./km².

## História
Foi constituída em 2013, no âmbito de uma reforma administrativa nacional, pela agregação das antigas freguesias de Ereira e Lapa e tem a sede na Lapa.

## Demografia
A população registada nos censos foi:
| Distribuição da População por Grupos Etários | Distribuição da População por Grupos Etários | Distribuição da População por Grupos Etários | Distribuição da População por Grupos Etários | Distribuição da População por Grupos Etários | Distribuição da População por Grupos Etários |
| -------------------------------------------- | -------------------------------------------- | -------------------------------------------- | -------------------------------------------- | -------------------------------------------- | -------------------------------------------- |
| Antes da agregação                           |                                              |                                              |                                              |                                              |                                              |
| Ano                                          | 0-14 anos                                    | 15-24 anos                                   | 25-64 anos                                   | >= 65 anos                                   | Total                                        |
| 2001                                         | 223                                          | 227                                          | 950                                          | 433                                          | 1833                                         |
| 2011                                         | 230                                          | 146                                          | 951                                          | 509                                          | 1836                                         |
| Após a agregação                             |                                              |                                              |                                              |                                              |                                              |
| Ano                                          | 0-14 anos                                    | 15-24 anos                                   | 25-64 anos                                   | >= 65 anos                                   | Total                                        |
| 2021                                         | 194                                          | 146                                          | 849                                          | 537                                          | 1726                                         |